# Vicariat apostolique d'Aguarico
Le vicariat apostolique d'Aguarico (en latin : Vicariatus Apostolicus Aguaricoënsis ; en espagnol : Vicariato apostólico de Aguarico) est un vicariat apostolique de l'Église catholique en Équateur directement soumis au Saint-Siège.

## Territoire
Il est situé sur la province d'Orellana et possède un territoire de 20 000 km2 divisé en 14 paroisses. Le siège est à Puerto Francisco de Orellana où se trouve la cathédrale Notre-Dame du Carmel.

## Histoire
La préfecture apostolique d'Aguarico est érigée le 16 novembre 1953 par la constitution apostolique Ex quo tempore du pape Pie XII en prenant une partie du territoire du vicariat apostolique de Napo. La mission est confiée aux frères mineurs capucins. 
Le 2 juillet 1984 la préfecture apostolique est élevée au rang de vicariat apostolique par la constitution apostolique Haud ignoramus du pape Jean-Paul II.

## Préfets et évêques
- Igino Gamboa, O.F.M.Cap (1954-1965)
- Alejandro Labaca Ugarte, O.F.M.Cap (1965-1970)
- Jesús Langarica Olagüe, O.F.M.Cap (1970-1982)
- Alejandro Labaca Ugarte, O.F.M.Cap (1984-1987)
  - Sede vacante (1987-1990)
- Jesús Esteban Sádaba Pérez, O.F.M.Cap (1990-2017)
- José Adalberto Jiménez Mendoza, O.F.M.Cap (2017-  )